# Ruth Beitia
Ruth Beitia Vila (Santander, 1º aprile 1979) è un'ex altista spagnola, oro olimpico ai Giochi olimpici di Rio de Janeiro 2016 e medaglia d'argento ai Mondiali di Mosca 2013.

## Biografia
Atleta specialista delle gare indoor, nelle quali competizioni internazionali e continentali si è aggiudicata in tutto sette medaglie, di cui una d'oro. Tra le poche atlete al mondo capaci di saltare oltre i due metri, è primatista spagnola sia outdoor sia indoor.
Oltre all'argento ai Mondiali del 2013, può vantare in carriera un argento ed un bronzo ai Mondiali indoor (2006 e 2010), nonché il titolo di campionessa europea, sia outdoor (2012, 2014, 2016) sia indoor (2013).

## Palmarès
| Anno | Manifestazione          | Sede           | Evento        | Risultato | Prestazione | Note                                     |
| ---- | ----------------------- | -------------- | ------------- | --------- | ----------- | ---------------------------------------- |
| 2001 | Europei under 23        | Amsterdam      | Salto in alto | Oro       | 1,87 m      |                                          |
| 2005 | Europei indoor          | Madrid         | Salto in alto | Argento   | 1,99 m      |                                          |
| 2005 | Giochi del Mediterraneo | Almería        | Salto in alto | Oro       | 1,95 m      |                                          |
| 2006 | Mondiali indoor         | Mosca          | Salto in alto | Bronzo    | 1,98 m      | Miglior prestazione personale stagionale |
| 2007 | Europei indoor          | Birmingham     | Salto in alto | Bronzo    | 1,96 m      |                                          |
| 2007 | Mondiali                | Osaka          | Salto in alto | 6ª        | 1,97 m      |                                          |
| 2008 | Mondiali indoor         | Valencia       | Salto in alto | 4ª        | 1,99 m      | Miglior prestazione personale stagionale |
| 2008 | Giochi olimpici         | Pechino        | Salto in alto | 4ª        | 1,96 m      |                                          |
| 2009 | Europei indoor          | Torino         | Salto in alto | Argento   | 1,99 m      |                                          |
| 2009 | Mondiali                | Berlino        | Salto in alto | 4ª        | 1,99 m      |                                          |
| 2010 | Mondiali indoor         | Doha           | Salto in alto | Argento   | 1,98 m      |                                          |
| 2010 | Europei                 | Barcellona     | Salto in alto | 6ª        | 1,95 m      |                                          |
| 2011 | Europei indoor          | Parigi         | Salto in alto | Argento   | 1,96 m      | Miglior prestazione personale stagionale |
| 2011 | Mondiali                | Taegu          | Salto in alto | 15ª       | 1,92 m      |                                          |
| 2011 | Mondiali                | Taegu          | 4×100 m       | Batteria  | 43"24       |                                          |
| 2012 | Mondiali indoor         | Istanbul       | Salto in alto | 6ª        | 1,95 m      | Miglior prestazione personale stagionale |
| 2012 | Europei                 | Helsinki       | Salto in alto | Oro       | 1,97 m      |                                          |
| 2012 | Giochi olimpici         | Londra         | Salto in alto | Bronzo    | 2,00 m      | =                                        |
| 2013 | Europei indoor          | Göteborg       | Salto in alto | Oro       | 1,99 m      | Miglior prestazione personale stagionale |
| 2013 | Mondiali                | Mosca          | Salto in alto | Argento   | 1,97 m      |                                          |
| 2014 | Mondiali indoor         | Sopot          | Salto in alto | Bronzo    | 2,00 m      | Miglior prestazione personale stagionale |
| 2014 | Europei                 | Zurigo         | Salto in alto | Oro       | 2,01 m      | Miglior prestazione personale stagionale |
| 2015 | Europei indoor          | Praga          | Salto in alto | 5ª        | 1,94 m      |                                          |
| 2015 | Mondiali                | Pechino        | Salto in alto | 5ª        | 1,99 m      |                                          |
| 2016 | Mondiali indoor         | Portland       | Salto in alto | Argento   | 1,96 m      |                                          |
| 2016 | Europei                 | Amsterdam      | Salto in alto | Oro       | 1,98 m      | Miglior prestazione personale stagionale |
| 2016 | Giochi olimpici         | Rio de Janeiro | Salto in alto | Oro       | 1,97 m      |                                          |
| 2017 | Europei indoor          | Belgrado       | Salto in alto | Argento   | 1,94 m      |                                          |
| 2017 | Mondiali                | Londra         | Salto in alto | 12ª       | 1,88 m      |                                          |

## Altre competizioni internazionali
2015
- Vincitrice della Diamond League nella specialità del salto in alto (14 punti)

2016
- Vincitrice della Diamond League nella specialità del salto in alto (61 punti)

## Riconoscimenti
- Atleta europea dell'anno (2016)